# Diogo Freitas do Amaral

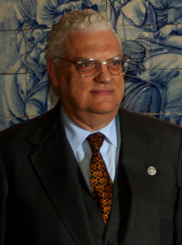
Diogo Freitas do Amaral in oktober 2005.

Diogo Freitas do Amaral (Póvoa de Varzim, 21 juli 1941 - Cascais, 3 oktober 2019 ) was een Portugees rechtswetenschapper en politicus. Tussen 1980 en 2006 was hij minister in verschillende regeringen.

## Levensloop
In 1967 promoveerde hij tot doctor in de rechtswetenschappen en in 1970 werd hij docent rechtswetenschappen aan de Universiteit van Lissabon.
Na de Anjerrevolutie van 1974 was hij als vertegenwoordiger van de conservatieven van 1974 tot 1975 lid van de Staatsraad en werd in deze functie door de communisten geaccepteerd. Vervolgens richtte hij de rechts-conservatieve partij CDS op, waarvan hij van 1974 tot 1982 en van 1988 tot 1991 de partijvoorzitter van was. Van 1982 tot 1983 was hij de voorzitter van de Europese Volkspartij, waarvan de CDS deel uitmaakte.
In 1980 werd hij onder Francisco Sá Carneiro minister van Buitenlandse Zaken en vicepremier. Na de dood van Sá Carneiro was hij van 4 december 1980 tot 9 januari 1981 interim-premier van Portugal, waarna hij van 1981 tot 1983 vicepremier en minister van Defensie was in de regering van Francisco Pinto Balsemão.
In 1986 was hij voor de CDS en eigenlijk voor alle rechtse partijen kandidaat bij de presidentsverkiezingen en was een van de favorieten. In de eerste stemronde haalde hij 46,31 % van de stemmen, PS-kandidaat Mário Soares 25,43 % en PCP-PRD-kandidaat Salgado Zenha 20,88 %. Bij de tweede stemronde haalde hij echter 48,82 % van de stemmen, terwijl Sóares won met 51,18 %.
Wegens de anti-Europese houding van de CDS onder de nieuwe partijvoorzitter Manuel Monteiro brak Freitas in 1992 met de partij, maar bleef wel behoren tot de Europese Volkspartij. Van 1995 tot 1996 leidde hij de Algemene Vergadering van de Verenigde Naties.
Samen met Mário Soares bekritiseerde hij in 2003 hevig de Amerikaanse invasie van Irak en de positie die de Portugese regering (een coalitie van PSD en CDS-PP) hierover innam. In 2005 schreef hij een veelgelezen artikel in het tijdschrift Visão, waarin hij schreef dat hij hoopte dat de socialisten bij de verkiezingen van dat jaar een absolute meerderheid zouden halen. Dit leidde tot hevige kritiek tegen hem vanuit conservatieve hoek.
De socialisten haalden bij de verkiezingen in het voorjaar van 2005 voor het eerst in de Portugese geschiedenis een absolute meerderheid. Van de nieuwe premier, José Sócrates, kreeg hij echter verrassend de aanbieding om minister van Buitenlandse Zaken in zijn regering te worden. Na enige bedenktijd aanvaardde hij de functie. Kort daarop besloot de Europese Volkspartij hem uit de fractie te zetten. Ook zijn vroegere partij CDS-PP bekritiseerde zijn houding en dreigde verdere sancties te nemen. In juni 2006 nam hij waarschijnlijk hierdoor ontslag als minister van Buitenlandse Zaken. Zijn officiële reden om als minister te stoppen waren gezondheidsredenen.
- Biblioteca Nacional de España: XX1192996
- Bibliothèque nationale de France: cb12716448d (data)
- Catàleg d'autoritats de noms i títols de Catalunya: 981058507493306706
- Gemeinsame Normdatei: 119381664
- International Standard Name Identifier: 0000 0001 2121 6693
- Library of Congress Control Number: n81058796
- Nationale Bibliotheek van Tsjechië: jo2017965181
- Nederlandse Thesaurus van Auteursnamen: 317195654
- Système universitaire de documentation: 073668036
- Virtual International Authority File: 14896028
- WorldCat: E39PBJgMvrdXCVDFVvYCJMpF8C